# Fernando Alberto dos Santos Cardinal
Fernando Alberto dos Santos Cardinal, känd under artistnamnet Cardinal, född 26 juni 1985 är en portugisisk futsalspelare som spelare för den portugisiska futsalklubben Rio Ave. Han har deltagit i två världsmästerskap för Portugal; 2008 och 2012.